# Třináctý Doktor
Třináctý Doktor je první ženskou inkarnací Doktora v populárním SCI-FI seriálu Pán času vysílaném na stanici BBC One. Je
ztvárněn britskou herečkou Jodie Whittakerovou od roku 2018, tedy od 11. série.
Doktor je humanoidní mimozemšťan, který cestuje časem a prostorem. Pochází z rasy známé jako Páni času. Pokud je Doktor kriticky zraněn, jeho tělo může zregenerovat a on získá kromě jiného vzhledu i nové psychické vlastnosti. Tento mechanismus umožňuje, aby se v roli Doktora mohli střídat stále další herci, a to už od roku 1963, kdy byl tento seriál poprvé vysílán.
Třináctá inkarnace Doktora má divoký charakter, miluje své nejbližší, za které pokládá svou "rodinku", kterou tvoří parta tří společníků Yasmin Khan, Ryan Sinclair a Graham O'Brien. Nejvíce se její charakter změní, když objeví děsivá tajemství její minulosti na Gallifrey ve 12. sérii.
Whittakerová se jako Doktor objeví na krátký moment ihned po regeneraci předešlé inkarnace hrané Peterem Capaldim. Dvanáctý Doktor zregeneruje ve své TARDIS po posledním dobrodružství společně s Prvním Doktorem v epizodě "Twice Upon A Time". Regeneruje právě v první ženskou inkarnaci. TARDIS se ale regenerace nelíbí, vyhodí tak Doktora a sama zmizí v plamenech. Doktor tak spadne do vlaku, kde zrovna Yasmin Khan s Ryanem Sinclairem vyšetřují mimozemský útok na právě onen vlak. Doktor pomůže vyřešit tuto záhadu a zažene Tzim-Sha - hlavního antagonistu této epizody. Při hledání TARDIS omylem vezme s sebou i Ryana, Grahama a Yasmin. Začnou spolu cestovat vesmírem a časem. V epizodě Revoluce Dáleků (11. díl 12. série, či 0. díl 13. série) se od "rodinky" oddělují Ryan s Grahamem.

## Charakter

### Kostým
13. Doktor má velice barevný kostým, který si sama poskládá v charitativním obchodě v Sheffieldu těsně předtím, než se odhodlá najít svou TARDIS ke konci první epizody této inkarnace. Kostým se skládá z různě barevného trička s vodorovnými proužky. Žluté kšandy drží modré kalhoty. Přes toto má Doktorka dlouhý kabát šedé barvy. Jodie sama se na výrobě kostýmu podílela. Byl inspirován dobovou fotografií ženy v kalhotách jakožto symbol "unisex" módy.

### Osobnost
Doktorka je stále z něčeho nadšená, snaží se držet svou milovanou rodinku pohromadě. To se jí ale nepodaří, jakmile o sobě zjišťuje děsivé informace z minulosti a je více odhodlaná vše vyřešit, nejlépe sama. (v díle 8., 12. série - Hounting of Villa Diodati se ukazuje její přechod do více temného charakteru). Po uvěznění na konci 12. série je o to více temnější a smutnější. Nakonec se však vrátí do své nálady, když společně s Jackem Harknessem najdou "Rodinku". Avšak ta se rozpadne a Doktorka je opět smutná. Zůstává jen s Yaz. Později, ve 13. sérii, se k nim přidal Dan a éra 13. Doktora tak pokračuje.